# Arthur Jugnot
Pour les articles homonymes, voir Jugnot.
Arthur Jugnot, né le 2 décembre 1980 à Paris, est un acteur, metteur en scène et producteur de cinéma français.

## Biographie
Fils de Gérard Jugnot et de Cécile Magnan, comédien, metteur en scène et producteur, il possède une société de production appelée LardEnfer et dirige un théâtre à Avignon, Les Béliers, qui propose de nombreux spectacles pendant la durée du festival d'Avignon. Il dirige aussi à Paris le théâtre des Béliers parisiens, ouvert en août 2012, qui est en collaboration avec le théâtre Le petit Herbertot. En 2016, il assure la mise en scène de la pièce de théâtre Pour cent briques t'as plus rien maintenant !.

### Vie privée
Au milieu des années 2000, il a pour compagne la comédienne Salomé Lelouch.
En 2006, il est en couple avec la chanteuse et actrice Cécilia Cara. Le couple se pacse en 2013 et la même année, il a un petit garçon, Célestin, né le 28 mars 2013. En 2020, il est annoncé que le couple est séparé depuis 5 ans, gardant toutefois de bonnes relations.
Il s'est marié avec l'actrice Flavie Péan le 25 juin 2022 à la mairie de Pont-de-Barret dans la Drôme.

## Filmographie

### Cinéma
- 2000 : Le Jour de grâce de Jérôme Salle (court-métrage)
- 2000 : La Maîtresse en maillot de bain de Lyèce Boukhitine
- 2000 : Meilleur Espoir féminin de Gérard Jugnot
- 2001 : Monsieur Batignole de Gérard Jugnot
- 2002 : Grande École de Robert Salis
- 2004 : Avant qu'il ne soit trop tard de Laurent Dussaux
- 2004 : Cavalcade de Steve Suissa
- 2005 : Je vous trouve très beau d'Isabelle Mergault
- 2006 : Les Bronzés 3 de Patrice Leconte
- 2006 : Les Fourmis rouges de Stéphan Carpiaux
- 2007 : Bee Movie : Drôle d'abeille de Simon J. Smith et Steve Hickner
- 2007 : Les princes de la nuit de Patrick Levy
- 2009 : Rose et Noir de Gérard Jugnot
- 2013 : Macadam Baby de Patrick Bossard
- 2016 : Deux au carré de Philippe Dajoux
- 2016 : Venise sous la neige d'Elliott Covrigaru
- 2017 : C'est beau la vie quand on y pense de Gérard Jugnot
- 2022 : Les Vieux Fourneaux 2 : Bons pour l'asile de Christophe Duthuron : le neveu de Fanfan
- 2022 : La Dégustation d'Ivan Calbérac
- 2024 : Fêlés de Christophe Duthuron

### Télévision

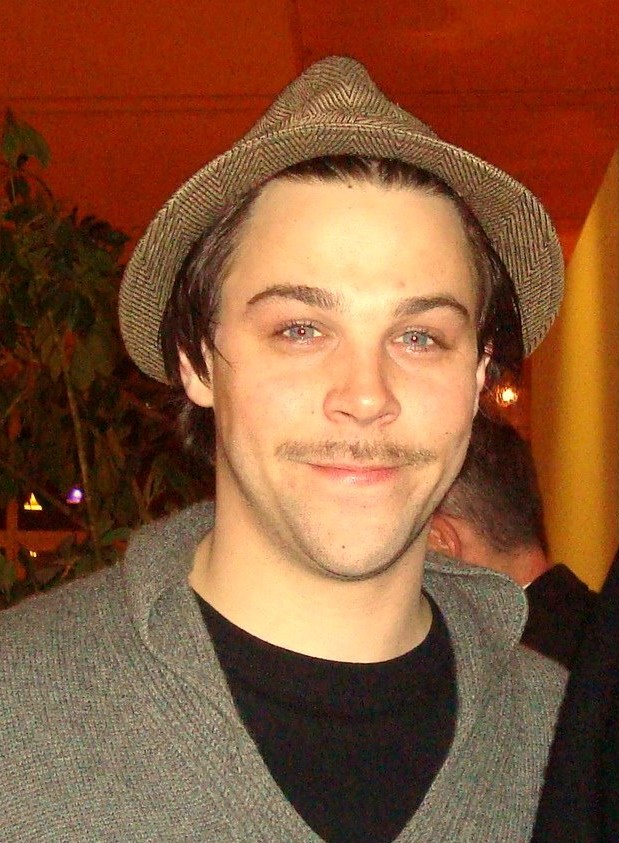
Arthur Jugnot en 2009.

- 2000 : Objectif bac de Patrick Volson
- 2001 : Red eye de Mikaël Damian
- 2002 : Les Grands Frères d'Henri Helman
- 2003 : S.O.S. 18 de Jacques Malaterre (épisode Tête à l'envers)
- 2004 : Mademoiselle Navarro de Jean Sagols
- 2005 : Alice Nevers, le juge est une femme de Christian Bonnet: Guillaume Carayou dans l'épisode Feu, le soldat du feu
- 2005 : Laura de Jean-Teddy Filippe
- 2007 : Duval et Moretti
- 2007 : L'Arche de Babel de Philippe Carrese
- 2007 : Éternelle de Didier Delaître
- 2010 : Joséphine, ange gardien de Jean-Marc Seban : Yann Leblanc (épisode "L'homme invisible")
- 2010 : Vidocq de Alain Choquart
- 2010 : L'assassin de Laurent Heynemann
- 2012 : Toussaint Louverture de Philippe Niang : Pasquier
- 2012 : On n'demande qu'à en rire de Laurent Ruquier : le fils de Ringo Starr (sketch Les fils des Beatles veulent chanter ensemble, du duo Garnier et Sentou le 18 avril 2012, avec la participation d'Arnaud Tsamere)
- 2013 : La Planète des cons de Charlie Dupont, Gilles Galud
- 2013 - 2014 : Vaugand (3 épisodes) de Charlotte Brändström : David Finkel
- 2013 : Nos chers voisins (1 épisode)
- 2014 : Cherif (1 épisode)
- 2017 : Juste un regard de Ludovic Colbeau-Justin : Daniel
- 2018 : Nina (saison 4, épisode 3) : Nathan
- 2018 : Camping Paradis (saison 9, épisode 6) : Zacharie
- 2021 : Crimes Parfaits (saison 3, épisode 6) : La femme est un homme comme les autres de David Ferrier : Adrien.
- 2021 : Pour te retrouver de Bruno Garcia : Tristan Mercadal
- 2022 : I3P de Jeremy Minui : Adrien Bloch
- 2022 : Cassandre de Pascale Guerre, saison 6 épisode 3 : Les sentiers de la mort
- 2023 : Le Négociateur (Épisode 3) : Marc Cholet
- 2024 : Camping Paradis, épisode La copine de mon pote : Zacharie

## Théâtre

### Comédien
- 2000 : Bal Trap de Xavier Durringer, mise en scène Sandrine Rigaux, Guichet Montparnasse
- 2004 : Un baiser, un vrai de Chris Chibnall, mise en scène Stéphan Meldegg, théâtre de l'Œuvre
- 2006 : La Sœur de Jerry King de Jack Neary, mise en scène Arnaud Lemort, théâtre des Mathurins
- 2009 : Chat en poche de Georges Feydeau, mise en scène Pierre Laville, théâtre Saint-Georges
- 2010 : À deux lits du délit de Derek Benfield, mise en scène Jean-Luc Moreau, théâtre de la Michodière
- 2011 : Une semaine...pas plus! de Clément Michel, mise en scène par Arthur Jugnot et David Roussel (metteur en scène), théâtre de la Gaîté-Montparnasse, théâtre Hébertot
- 2012 : À deux lits du délit de Derek Benfield, mise en scène Jean-Luc Moreau, Tournée.
- 2013 : Le plus heureux des trois d'Eugène Labiche, mise en scène Didier Long, Théâtre Hébertot
- 2014 : Une semaine...pas plus! de Clément Michel, mise en scène par Arthur Jugnot et David Roussel (metteur en scène), Théâtre Fontaine
- 2015 : La Dame Blanche de Sacha Danino et Sébastien Azzopardi, mise en scène Sébastien Azzopardi, Théâtre du Palais-Royal
- 2018 : Moi papa? de Bjarni Haukur Thorsson, mise en scène Sébastien Azzopardi, Le Splendid
- 2019 : Père ou fils de Clément Michel, mise en scène Arthur Jugnot et David Roussel, théâtre de la Renaissance
- 2021 : Le Jour du kiwi de Laetitia Colombani, mise en scène Ladislas Chollat, Théâtre Édouard-VII (captation TV)
- 2022 : Black Comedy de Peter Shaffer, mise en scène Grégory Barco, Le Splendid
- 2023 : Le Jour du kiwi de Laetitia Colombani, mise en scène Ladislas Chollat, Théâtre Édouard-VII
- 2025 : Tout va très bien ! de Ray Cooney et Michael Cooney, mise en scène Arthur Jugnot, tournée

### Metteur en scène
- 2003 : Fric-Frac et Mic-Mac de Dominique-Pierre Devers, théâtre Aktéon
- 2003 : Jérôme Commandeur et Paulo Goude, Palais des Glaces
- 2003 : Magicien(s) Tout Est Écrit
- Passionné de magie, il met en scène le spectacle Tout est écrit de Sébastien Mossière, Mathieu Sinclair, Jean-Luc Bertrand, Julien Labigne, Arthur Jugnot :
  - Folies Bergère en 2005,
  - théâtre du Splendid Saint-Martin en 2006,
  - théâtre de la Renaissance en 2007,
  - théâtre Hébertot en 2008,
  - Alhambra en 2009
  - théâtre Hébertot en 2011
- 2010 : Le Carton de Clément Michel, théâtre Tristan-Bernard, Palais des Glaces et en tournée.
- 2011 : iMagic de Bertran Lotth (spectacle de magie), Parc du Futuroscope
- 2011 : Une semaine...pas plus! de Clément Michel, théâtre de la Gaîté-Montparnasse, théâtre Hébertot
- 2012 : Une semaine...pas plus! de Clément Michel, théâtre de la Gaîté-Montparnasse
- 2012-2013 : Les grands moyens de Stéphane Belaïsch et Thomas Perrier avec Garnier et Sentou, Marie Montoya et Magaly Godenaire dans une mise en scène de Arthur Jugnot et David Roussel, Théâtre de la Gaîté.
- 2013 : Des pieds et des mains de Ray Galton et John Antrobus, mise en scène de Arthur Jugnot et David Roussel, Théâtre Fontaine
- 2014 : À gauche en sortant de l'ascenseur de Gérard Lauzier, tournée puis Théâtre Saint-Georges
- 2016 : Le Fusible de Sylvain Meyniac, Théâtre des Bouffes-Parisiens
- 2016 : Pour cent briques t'as plus rien maintenant ! de Didier Kaminka, Théâtre des Béliers parisiens
- 2017 : MagicBox de JeanLuc Bertrand, Theatre de la Renaissance.
- 2018 : Où est Jean-Louis? de Gaëlle Gauthier, Théâtre de la Michodière
- 2019 : Espèces menacées de Ray Cooney
- 2019 : Les 1001 Vies des Urgences de Baptiste Beaulieu, Théâtre des Béliers Avignon
- 2019 : Père ou fils de Clément Michel, théâtre de la Renaissance
- 2023 : Denver le Dernier Dinosaure d'Arthur Jugnot et Guillaume Bouchède, Théâtre de la Renaissance
- 2025: Le Dieu du Carnage
- 2025 : Tout va très bien ! de Ray Cooney et Michael Cooney

## Distinctions
- 2009 : Nomination au Molière du comédien dans un second rôle pour Chat en poche